# Słowacka Partia Narodowa
Słowacka Partia Narodowa (słow. Slovenská národná strana, SNS) – słowacka partia polityczna opiera się obecnie o trzy filary: chrześcijański, narodowy oraz socjalny. Odwołuje się do tradycji historycznej Słowackiej Partii Narodowej działającej w Austro-Węgrzech i Czechosłowacji. Choć posiada identyczną nazwę co jej poprzedniczka ma z nią niewiele wspólnego.

## Reaktywacja SNS po 1989
SNS dawała nieformalne poparcie rządowi za sprawą szefa partii Ludovita Cernaka. SNS nie wchodząc w skład oficjalnej rządowej koalicji zażądała od obozu rządzącego uregulowania sprawy i podpisania oficjalnej koalicji, takie same żądania wysunęła lewicowa SDL. Partia Cernaka weszła w skład rządu i objęła cztery resorty – lider otrzymał tekę ministra ekonomii. W 1994 roku prezydentem został Michal Kováč, który miał nie najlepsze stosunki z premierem Vladimírem Mečiarem. Skutkiem tego było votum nieufności dla rządu ale opozycja, która przejęła władzę nie potrafiła się dogadać między sobą i w tym samym roku doszło do kolejnych przedterminowych wyborów.
SNS zdobyła jeszcze mniej poparcia niż poprzednio ale zdołała wejść do parlamentu z wynikiem 5,4% głosów. Nowy rząd powstał w oparciu o koalicję złożoną z polityków trzykrotnego już zwycięzcy wyborów – HZDS, właśnie SNS i Stowarzyszenia Robotników Słowacji (ZRS). Rząd ten (z dwoma ministrami z ramienia narodowców) funkcjonował przez całe 4 lata trwania kadencji. Wielokrotnie był posądzany o korupcje, nepotyzm, nieprzestrzeganie podstawowych zasad demokracji i naruszanie praw człowieka. Opozycja była na tyle silna, że zdarzało się blokowanie znaczących zmian systemowych. Opozycja postanowiła połączyć siły i wspólnie dążyć do obalenia rządu. W październiku 1996 roku powstała tzw. Błękitna Koalicja, w skład, której wchodziły wszystkie opozycyjne ugrupowania.
W pierwszych terminowych wyborach w 1998 ci koalicjanci Meciara wreszcie zwiększyli swoje poparcie do 9,07% a premierowski HZDS zwyciężył, jednak zwarta koalicja wszystkich innych parlamentarnych ugrupowań doprowadziła do przejścia partii zarówno Meciara (HZDS), jak i nowego lidera Jána Sloty (Cernak odszedł do Partii Demokratycznej) – SNS do opozycji, a nowym premierem został Mikuláš Dzurinda.
Przed wyborami w roku 2002 partia podzieliła się na Słowacką Partię Narodową (zwolennicy Jana Sloty) i Prawdziwą Słowacką Partię Narodową (PSNS zwolenników Anny Beleausowej) które zdobyły odpowiednio 3,32% i 3,65% głosów. Żadna z nich nie weszła do parlamentu.
Przed referendum europejskim na Słowacji oba odłamy SNS były jedyną liczącą się siłą wypowiadającą się zdecydowanie przeciw członkostwu w UE a ich koalicja w wyborach do PE w 2004 roku zdobyła zaledwie 2,01%. Wielu wieszczyło polityczną śmierć narodowców.
Wszystko zmieniło się w 2006 roku kiedy zjednoczona SNS ze Slotą jako liderem a jego rywalką jako zastępczynią zdobyła w wyborach 11,73% głosów i stała się 3. najsilniejszym ugrupowaniem na Słowacji. Narodowcy wraz z odwiecznym sojusznikiem – HZDS i zwycięską socjaldemokratyczną partią Kierunek – Socjalna Demokracja weszli w skład „socjal-konserwatywnej” koalicji rządzącej i otrzymali 3 ministerstwa.
W drugich na Słowacji wyborach do PE nacjonalistom udało się zdobyć 5,55% głosów i wprowadzić jednego eurodeputowanego którzy przystąpił do radykalnie eurosceptycznej grupy – Europa Wolności i Demokracji.
Podczas wyborów w roku 2010 SNS zdobyło tylko 5,07% i ledwie dostało się do parlamentu, HZDS – 4,33% i nie weszło do niego wcale, a Smer chociaż odniósł zwycięstwo i zwiększył stan posiadania to nie był w stanie sformować koalicji z nikim więcej poza SNS. Opozycja przejęła władze a premierem została Iveta Radičová.
W wyborach samorządowych pod koniec 2010 roku (przegranych dla świeżo upieczonych rządzących) narodowcy zdobyli 60 miejscowości i 938 mandatów radnych.
W wyborach w 2012 SNS uzyskała 4,55% i nie zdobyła mandatów. W wyborach do Parlamentu Europejskiego w 2014 uzyskała 3,61% poparcia.